# Naujac-sur-Mer
Naujac-sur-Mer is een gemeente in het Franse departement Gironde (regio Nouvelle-Aquitaine). De plaats maakt deel uit van het arrondissement Lesparre-Médoc. Naujac-sur-Mer telde op 1 januari 2022 1.102 inwoners.

## Geografie
De oppervlakte van Naujac-sur-Mer bedroeg op 1 januari 2022 98,55 vierkante kilometer; de bevolkingsdichtheid was toen 11,2 inwoners per km².

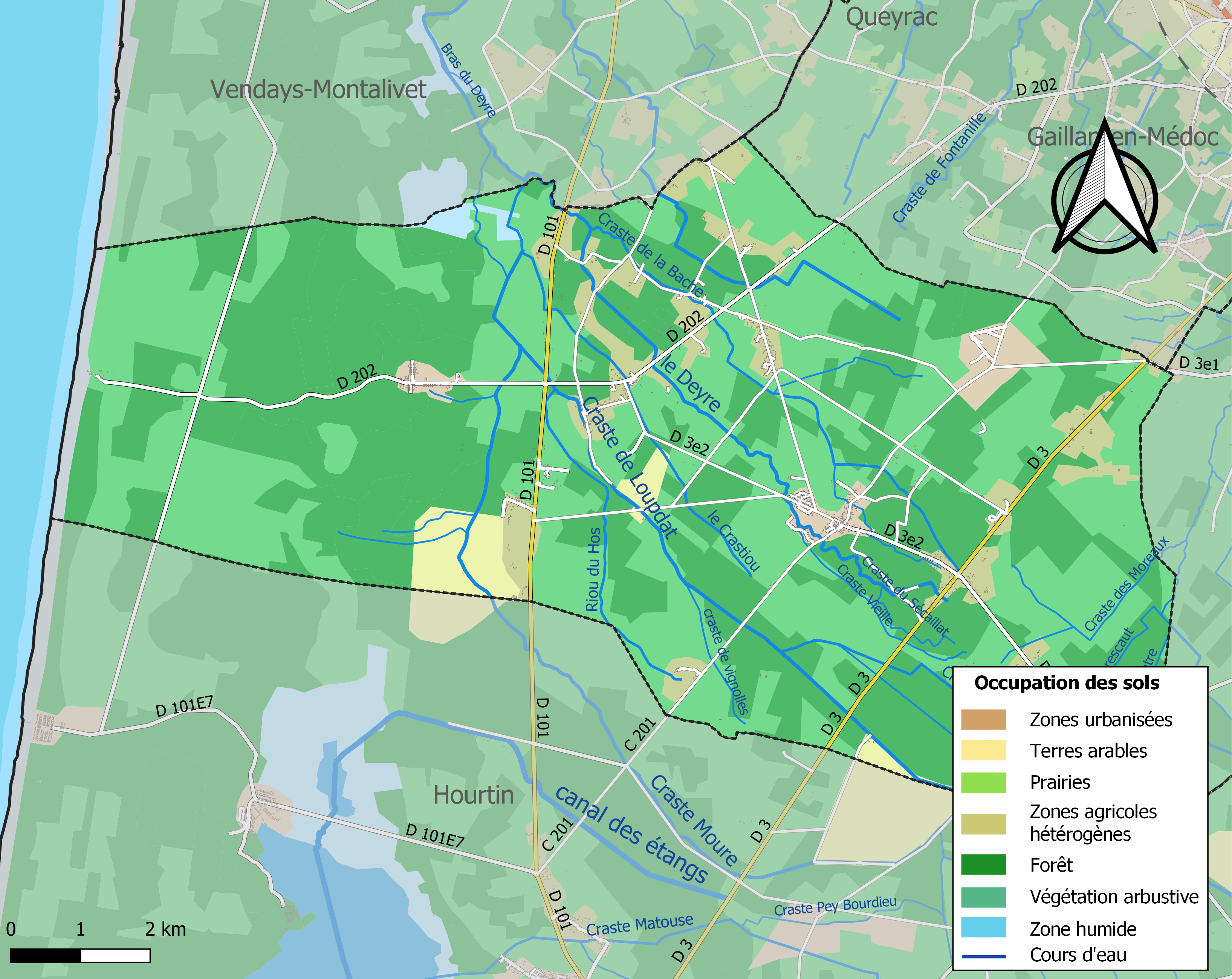
Kaart van de gemeente met belangrijkste infrastructuur, bodemgebruik en omliggende gemeenten

## Demografie
Onderstaande figuur toont het verloop van het inwonertal (bron: INSEE-tellingen).